# AK-101
AK-101 é um fuzil de assalto de fabricação russa. O AK-101 foi projetado para exportação, usando calibre 5,56x45mm NATO, calibre padrão da OTAN e de vários exércitos ocidentais. Este modelo é projetado para que seja uma arma que combine a logística e familiaridade do calibre 5,56mm NATO com a resistência e facilidade de operação do Kalashnikov. A arma faz uso de vários materiais compostos, incluindo polímero, para baixar o peso do fuzil e melhorar a precisão. Muitas melhoras presentes no AK-101, são utilizadas em outros fuzis da linha, como o AK-103.

## Características
O AK-101 é um fuzil de fogo seletivo, podendo ser disparado em modo semiautomático ou automático. Mecanicamente, o AK-101 é uma arma muito similar a o AK-74, tendo somente os calibres diferentes. Ela é equipada com um trilho montado na lateral do chassis, podendo ser equipado com miras ópticas tanto de fabricação russa quanto ocidentais. O fuzil tem um cano de 415mm (16.3 in) e é equipado com um freio de bocal/quebra-chamas, do mesmo modelo do AK-74, usado para melhor controle da arma em modo automático.
A coronha é feita em polímero (plástico de alta resistência), podendo ser rebatida para a esquerda. O guarda-mão também é feito em Polímero. O AK-101 pode ser equipado com baioneta tipo 6H5 (utilizada na AKM e na AK-74) e lança-granadas GP-30, colocado embaixo do guarda-mão. O processo de desmonte da arma é similar ao da AK-74.

## Variantes
- AK-102: Carabina com cano de 314mm (12.4 in)
- RPK-201: Metralhadora leve com cano de 590mm (23.2 in)
- AK-2000: Copia fabricada pela chinesa Norinco. É diferenciada por utilizar a coronha do fuzil Tipo 56-2.[2]

## Utilizadores
- Indonésia[3]
- Fiji[4]
- Quênia[5]
- Uruguai[6]